# 퀘벡 블록

퀘벡 블록(프랑스어: Bloc Québécois 블로크 케베쿠아[*])은 캐나다의 지역주의 정당이다. 퀘벡주를 기반으로, 퀘벡 분리 독립을 주장한다.
퀘벡 주의 자치권 확대를 위한 개헌 논의가 무산되자, 이에 반발하여 1991년 루시앵 부샤르의 주도로 창당한 정당이다. 이념적으로는 중도 좌파에 가깝다. 퀘벡 주의 독립을 당론으로 내세워, 1993년 총선에서 54석을 얻어 자유당에 이어 두 번째로 많은 의석을 확보, 일약 제 1 야당으로 부상하였다. 1995년 분리를 묻는 주민투표를 주도했으나, 부결되었다. 이후로도 연방 총선에서 퀘벡 주에서 꾸준히 득표하여 40~50석의 의석을 확보, 3~4위의 자리를 지키고 있다. 2008년 총선에서 49석을 얻어 보수당·자유당에 이어 세 번째로 많은 의석을 얻었다. 그러나 2011년 총선에서는 4석을 얻는 데 그쳤다. 2015년 총선에서도 10석에 그쳤지만, 2019년 총선에선 다시 32석으로 어느정도 회복했다. 퀘벡 주의 지역 정당인 퀘벡당(Parti Québécois, PQ)과 제휴 관계에 있다.

## 같이 보기
- 캐나다의 정당
- 캐나다의 정치